# آنیتا هندری
آنیتا هندری (انگلیسی: Anita Hendrie؛ ۹ نوامبر ۱۸۶۳ – ۱۵ آوریل ۱۹۴۰) یک هنرپیشه اهل ایالات متحده آمریکا بود.